# Военновъздушни сили на Аржентина
Военновъздушните сили на Аржентина (на испански: Fuerza Aérea Argentina) е съвкупността от подразделенията на военната авиация на Аржентина, които заедно с флота и армията формират бойния състав на въоръжените сили на Аржентина, предназначени за защита на свободата, независимостта и териториалната цялост на държавата.
Численият състав на ВВС на Аржентина през 2007 г. е 21 560 мъже и жени, от които 14 606 са военни лица и 6854 – държавни служители. От 14 606 военни към 2007 г. 2497 са офицери, 9394 – подофицери и 1718 войници
ВВС са под контрола на главнокомандващ – президента на Аржентина и министъра на отбраната. Настоящият началник на Генералния щаб на ВВС е бригаден генерал Нормандо Костантино.
Аржентинските ВВС се ползват с голямо уважение в страната особено след Фолкландската война през 1982 г., в която аржентинската авиация, без особен боен опит, с изостанали технологии и често лошо състояние на уредите, успява да причини сериозни загуби на британския флот.
Аржентинските ВВС са създадени на 10 август 1912 г.